# Brseč

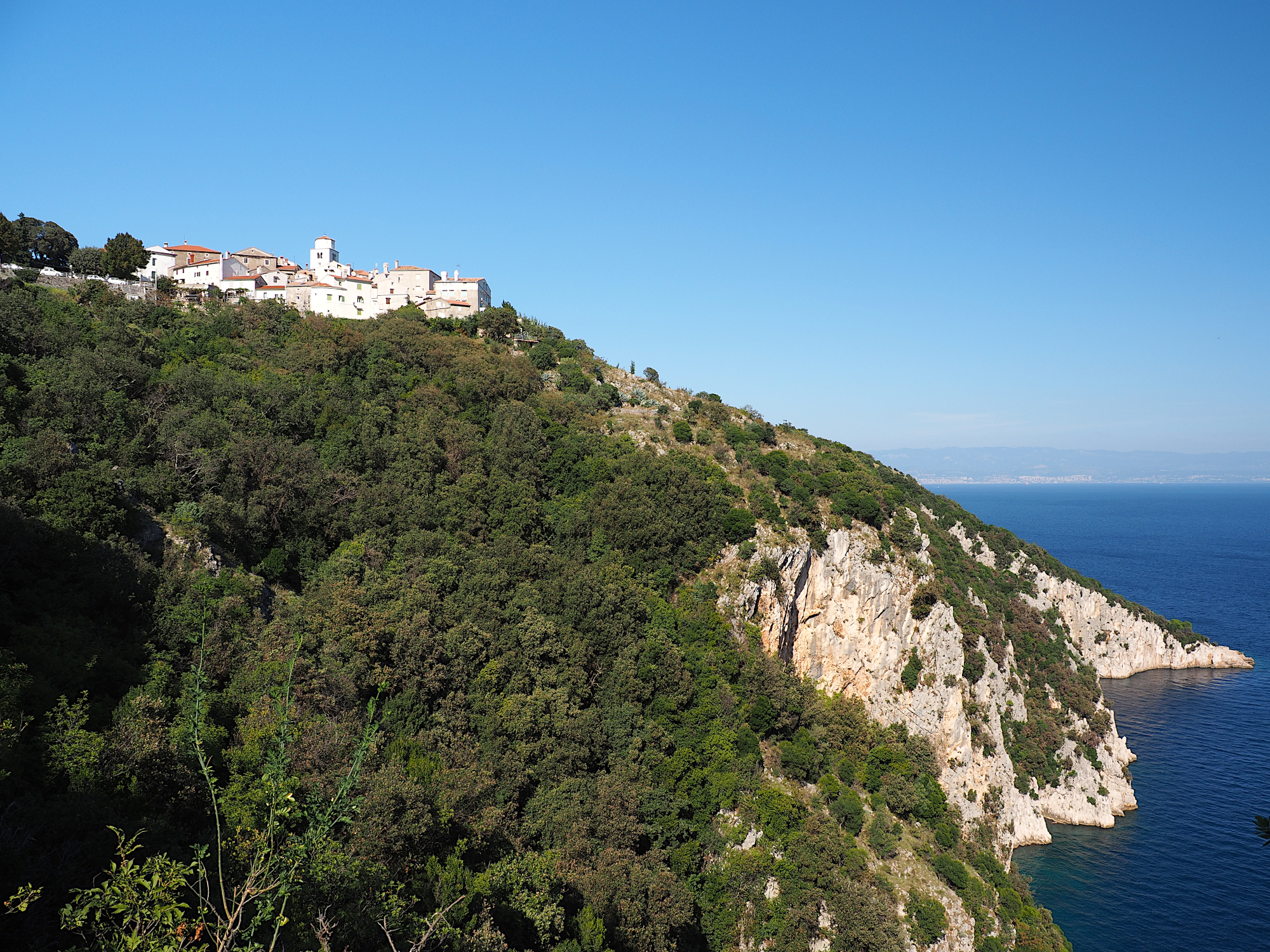

Brseč (veraltet deutsch: Berschetz) ist ein kleiner Ort in der Gemeinde Mošćenička Draga in Kroatien.

## Geografische Lage
Brseč befindet sich an der Kvarner Bucht bzw. auf der Halbinsel Istrien, rund 20 km südlich von Opatija. Der Ortskern liegt auf einem Küstenfelsen, ca. 157 Meter über dem Meer.

## Geschichte
Um 1300 wurde auf der steilen Felsküste eine Burg gebaut, die zusammen mit Mošćenice, Veprinac und Kastav eine Festungskette entlang der istrischen Ostküste bildete. Um die Burg herum wurden eine mittelalterliche Siedlung und die Pfarrkirche des heiligen St. Juraj (Georg) errichtet. Mit Wehrmauern um die gesamte Stadt wurden die Einwohner vor Feinden geschützt. Viele Bauten der damaligen Zeit sind noch heute in ihrer ursprünglichen Form erhalten.

## Persönlichkeiten
Brseč ist als Geburtsort des kroatischen Schriftstellers Eugen Kumičić (1850–1904) bekannt. Er war ein großer Gegner der ungarischen Politik. Berühmt wurde er jedoch wegen seiner Tätigkeit als Buchautor. Die Verschwörung der Zrinski und der Frankopanen und Die verwunderten Hochzeitsgäste waren zwei seiner bekanntesten Bücher.
- Josip Uhač (1924–1998), römisch-katholischer Geistlicher, Erzbischof und Diplomat des Heiligen Stuhls

## Fotos

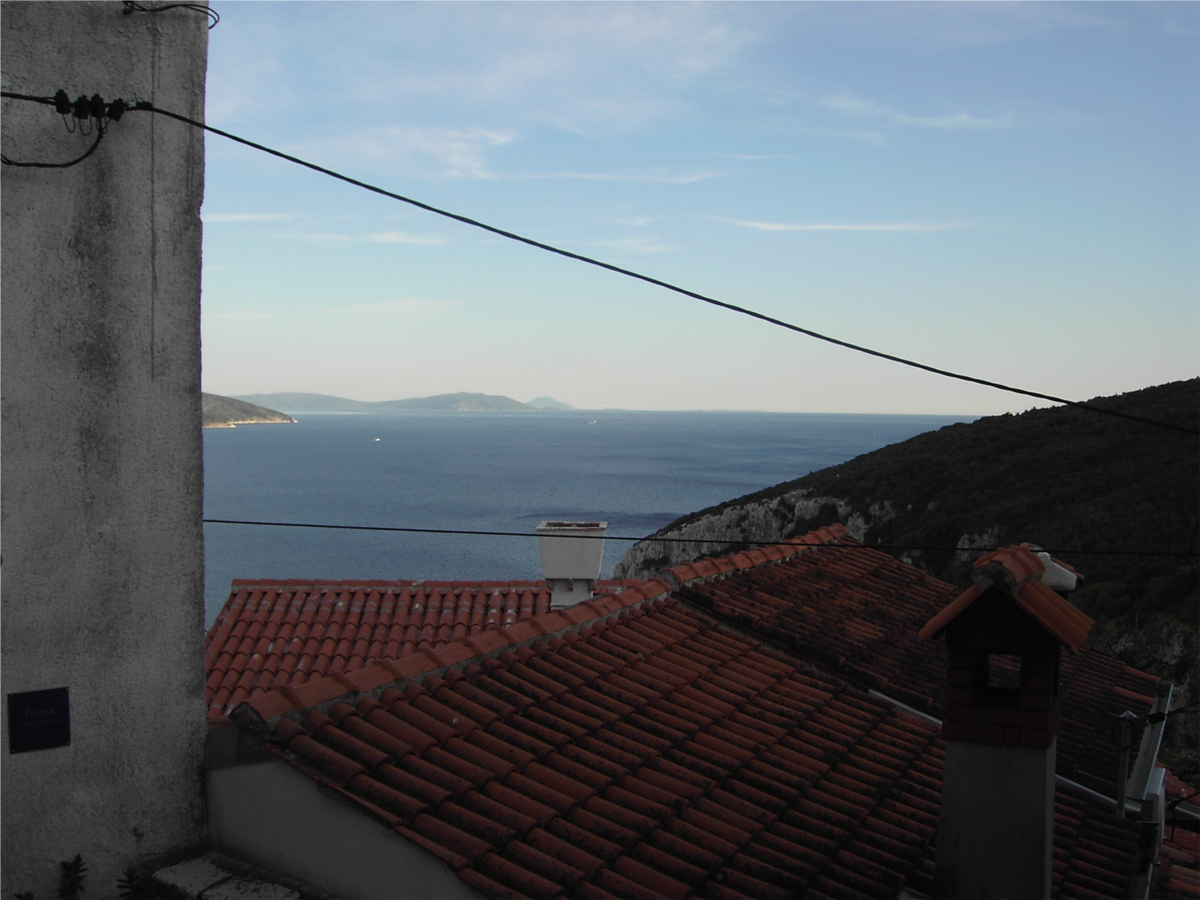
Blick auf das offene Meer
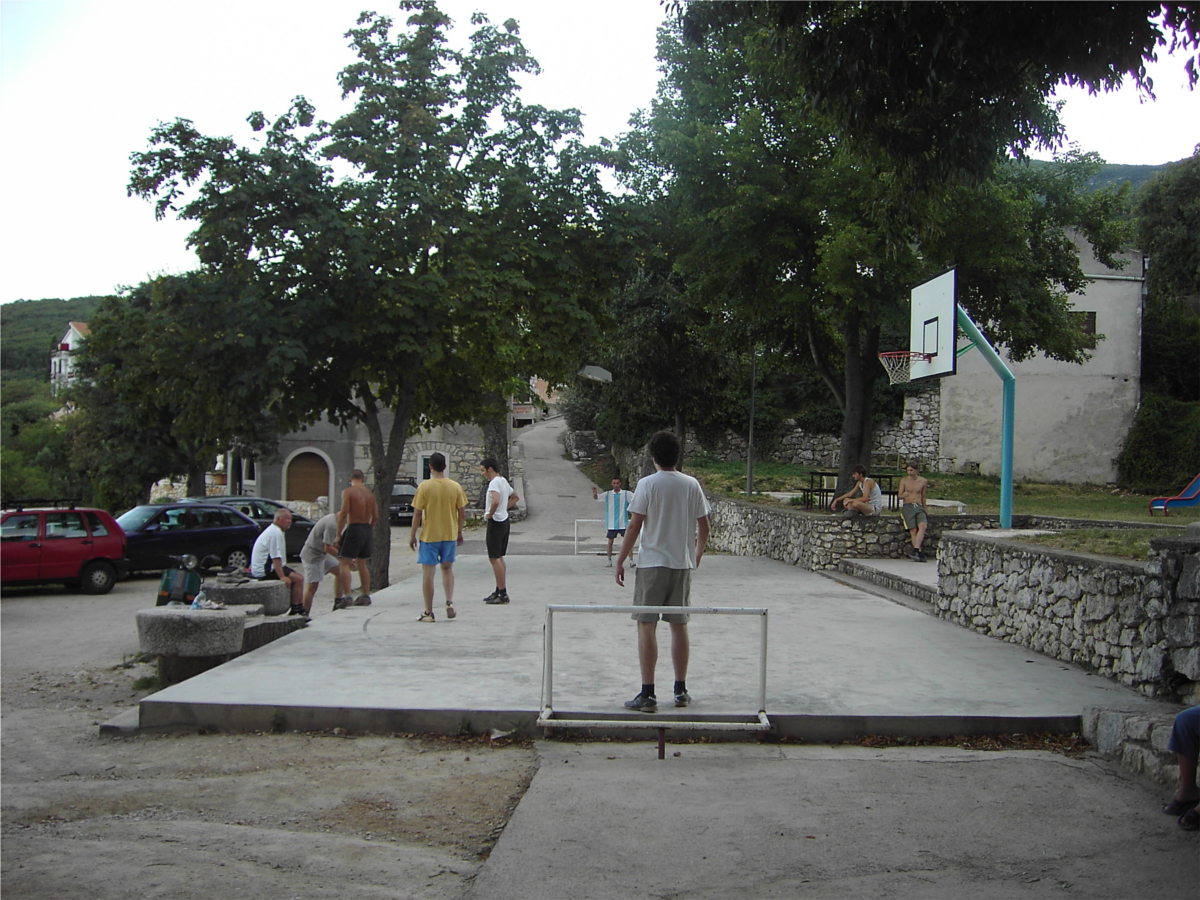
Einwohner am ortseigenen Sportplatz
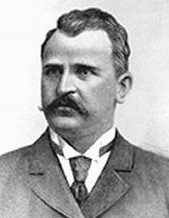
Eugen Kumičić